# شهرستان کلی (آیووا)
شهرستان کلی، آیووا (به انگلیسی: Clay County, Iowa) شهرستانی در ایالات متحده آمریکا است که در آیووا واقع شده‌است.